# (34544) 2000 SP233
2000 SP233 (asteroide 34544) é um asteroide da cintura principal. Possui uma excentricidade de 0.10640140 e uma inclinação de 7.31571º.
Este asteroide foi descoberto no dia 21 de setembro de 2000 por LINEAR em Socorro.